# Leopold Spitzer (Gesangspädagoge)
Leopold Spitzer (* 28. Mai 1942 in Bad Ischl; † 2. Dezember 2020 in Gmunden) war ein österreichischer Universitätsprofessor für Gesang sowie Präsident der Internationalen Hugo-Wolf-Gesellschaft und Editionsleiter der Hugo-Wolf-Gesamtausgabe.

## Laufbahn
Leopold Spitzer wuchs in Ebensee (Oberösterreich) als sechstes von acht Kindern einer Arbeiterfamilie auf. Er absolvierte das humanistische Gymnasium Kollegium Petrinum in Linz und begann 1962 in Wien mit den Studien in Germanistik, Musikpädagogik, Musikwissenschaft, Gesang und später Gesangspädagogik. Er schloss sie zwischen 1966 und 1971 ab. Von 1966 bis 1970 unterrichtete er Musik an Wiener Gymnasien. 1972 wurde er Assistent am Institut für harmonikale Grundlagenforschung an der Hochschule für Musik und darstellende Kunst in Wien.
1973 wechselte er als Professor für Musiktheorie und Solfeggio an die Abteilung für Gesang der Hochschule für Musik und darstellende Kunst Wien. 1980 wurde er zum außerordentlichen und 1984 zum ordentlichen Hochschulprofessor ernannt. Am 1. Oktober 2010 wurde er emeritiert.
Er wurde in Ebensee in einer Kapelle bestattet, die er gestiftet hat.
Leopold Spitzer war seit 1964 mit der AHS-Lehrerin Lilo Jancik verheiratet. Die beiden hatten drei Kinder (Katharina *1965, Bernadette *1973, Theresa *1976) sowie sieben Enkelkinder.

## Leitungsfunktionen
1978 begründete Leopold Spitzer die gesangspädagogischen Symposien der österreichischen Musikhochschulen und leitete sie bis 1996.
Er war von 1978 bis 1992 Baubeauftragter der Hochschule für die Adaptierung des Winkeltraktes im neuen Institutsgebäude in der Penzingerstraße sowie des Neubaus der Studiobühne. Von 1984 bis 1986 leitete er das Institut für Kulturmanagement sowie die Studienkommission, von 1993 bis 1996 das Institut für Atem- und Stimmerziehung. Von 1980 bis 1986 und von 1990 bis 1994 leitete er die Abteilung für Sologesang und musikdramatische Darstellung der Musikhochschule Wien. Von 1998 bis 2002 war er Abteilungsleiter-Stellvertreter, danach noch einmal sechs Jahre Institutsleiter. Ab 1988 war er Präsident der Internationalen Hugo Wolf-Gesellschaft Wien, ab 1991 Editionsleiter der Hugo Wolf-Gesamtausgabe.

## Aktivitäten
Spitzer hielt zahlreiche Vorträge – insbesondere zu Hugo Wolf – auf Kongressen und Symposien. Er war Juror bei den Wettbewerben Acquasparta (1983), Leoben (1983), Wien (1984, 1985), Nowy Soncz (1993, 2001), Stuttgart (1988, 1990, 1994), Duszniki Zdroi (1996), Graz (1997), Wien (1997–2000), gab von 1983 bis 2009 zahlreiche Interpretationskurse zum Deutschen Lied und leitete Meisterkurse in Deutschland und im europäischen Ausland. 2002/2003 erarbeitete das wissenschaftliche Konzept für die Neugestaltung des Hugo Wolf-Museums in Perchtoldsdorf.
Andreas Dorschel bezeichnet Spitzer als „eine[n] der besten Kenner von Hugo Wolfs Leben wie Werk und Autor einer vorzüglichen Biographie des Komponisten“.

## Auszeichnungen
- 1995: Großes Ehrenzeichen für Verdienste um die Republik Österreich
- 2010: Ehrenzeichen in Gold der Universität für Musik und darstellende Kunst in Wien
- 2013: Kulturmedaille des Landes Oberösterreich
- 2014: Ehrenkreuz für Wissenschaft und Kunst 1. Klasse

## Publikationen (Auswahl)
Neben Artikeln in der Fachpresse zu hochschulpolitischen und organisatorischen Fragen publizierte er Schriften und Zeitschriftenaufsätze zur Harmonik und zur Gesangspädagogik.
Harmonik
- Das Harmonikale in der Musikauffassung Rainer Maria Rilkes, Bd. 6 der "Beiträge zur harmonikalen Grundlagenforschung", Wien 1974
- Die harmonikale Symbolik des Albert Frh. von Thimus. Ein Beitrag zur Geschichte der Harmonik., Bd. 8 der "Beiträge zur harmonikalen Grundlagenforschung", Wien 1978

Gesangspädagogik
- Gehörbildung: Intervall oder stilbezogene Phrase? In: Materialien und Dokumente aus der Musikpädagogik. Hrsg. J. Mayr-Kern, Bd. 6, Regensburg 1978
- Probleme der Sängerausbildung. Berichte über die gesangspädagogischen Symposien in Schielleiten und Bad Ischl. Hrsg. von Leopold Spitzer. 5 Bände, Wien 1978, 1979, 1981, 1984, 1986;

Publikationen über Hugo Wolf
- Rosa Mayreders Textbuch zu Hugo Wolfs "Manuel Venegas". In: ÖMZ, 28. Jg. (1973), Heft 10
- Hugo Wolfs Manuel Venegas. In: ÖMZ, 32. Jg. (1977), Heft 2
- Die Hugo Wolf-Wettbewerbe für Liedsänger. In: 25 Jahre Internationale Hugo Wolf-Gesellschaft Wien, hrsg. L. Spitzer, Wien 1980
- Hugo Wolfs Weg zu den Mörike-Liedern. In: 100 Jahre Mörike-Wolf, hrsg. H. Höll, Stuttgart 1988
- Droga Hugona Wolfa do piesni Eduard Mörikego. In: Akademia Muzyczna im. Karola Lipinskiego, Zeszyt Naukowy Nr. 50, Wrocław 1989
- Rosa Mayreder und Hugo Wolf. In: Rosa Mayreder und der Feminismus in Wien um 1900, hrsg. R. Witzmann, Wien 1989
- Hugo Wolf – Vergangenheit und Zukunft. In: Hugo Wolf med Slovenci, Slovenj Gradec 1990
- Anmerkungen zur musikalischen Struktur von Wolfs Oper "Der Corregidor". In: Glasba in Poezija, hrsg. P. Kuret, J. Strajnar, Ljubljana 1990
- Hugo Wolf. In: Schatzhaus Kärntens, Katalog zur Landesausstellung St. Paul 1991*Hugo Wolf und Ebensee. In: Auf Sommerfrische in Ebensee, hrsg. B-Tracht Ebensee, 1991
- Hugo Wolfs letzte Tage im Salzkammergut. In: Salzkammergut-Zeitung, 2. Oktober 1998* ... ein Wahnsinniger, der komponiert hat. In: Kunstpunkte Nr. 17/1999
- Hugo Wolfs "Der Corregidor". Fakten und Daten. Wien 2000
- „Ich bin eben am Ende“. Die kreative Krise im Schaffen Wolfs (1892–94), in: ÖMZ, 58. Jahrgang (2003), Heft 1
- Hugo Wolf. Werk und Leben. Wien 2003 (Holzhausen)
- Hugo Wolfs Werke für Streichquartett (CD Gesamtaufnahme durch das Hugo Wolf-Quartett, März 2004)